# معاهدة عمل الاتحاد الأوروبي
معاهدة عمل الاتحاد الأوروبي (بالإنجليزية: Treaty on the Functioning of the European Union)‏ والمعروفة اختصاراً بـ TFEU هي تشكل مع معاهدة الاتحاد الأوروبي الأساس الدستوري للاتحاد الأوروبي. كانت تُعرف سابقًا باسم المعاهدة المؤسسة للجماعة الأوروبية.
نشأت المعاهدة باسم معاهدة روما "المعاهدة المؤسسة للمجموعة الاقتصادية الأوروبية"، والتي أدت إلى إنشاء المجموعة الاقتصادية الأوروبية والمجتمعات الأوروبية. دخلت المعاهدة حيز التنفيذ في 1 يناير 1958بعدما تم التوقيع عليها في 25 مارس 1957 من قبل بلجيكا وفرنسا وإيطاليا ولوكسمبورغ وهولندا وألمانيا الغربية. لا تزال واحدة من أهم معاهدتين في الاتحاد الأوروبي الحديث.
تم تعديل اسم المعاهدة مرتين منذ عام 1957. حيث تم حذف كلمة "اقتصادي" من العنوان الرسمي لمعاهدة روما وذلك ضمن معاهدة ماستريخت لعام 1992، وفي عام 2009 ، أعادت معاهدة لشبونة تسميتها "معاهدة عمل الاتحاد الأوروبي".
بعد استفتاءات عام 2005، التي شهدت المحاولة الفاشلة لإطلاق دستور أوروبي، في 13 ديسمبر 2007 تم التوقيع على معاهدة لشبونة. أدى ذلك إلى إعادة تسمية المعاهدة و أعادة ترقيمها مرة أخرى. أدت إصلاحات لشبونة إلى دمج الركائز الثلاث في الاتحاد الأوروبي بعد إصلاحه.